# Grand Prix automobile d'Argentine 1957
GP précédent GP suivant
Le Grand Prix d'Argentine 1957 (V° Gran Premio de la Republica Argentina), disputé sur le circuit Oscar Alfredo Galvez le 13 janvier 1957, est la cinquante-septième épreuve du championnat du monde de Formule 1 courue depuis 1950 et la première manche du championnat 1957. Cette épreuve est la première de la traditionnelle 'Temporada' (saison) argentine, qui comprend également les 1 000 kilomètres de Buenos Aires (épreuve inaugurale du championnat du monde des voitures de sport, courue le 20 janvier) et le Grand Prix de Buenos Aires (formule libre, hors championnat, couru en deux manches le 27 janvier).

## Contexte avant le Grand Prix

### Le championnat du monde
La saison 1957 qui débute est la quatrième à se dérouler sous la réglementation Formule 1 2,5 litres (moteur 2 500 cm3 atmosphérique ou 750 cm3 suralimenté, carburant libre). Malgré une difficile année 1956 chez Ferrari, émaillée de nombreux incidents l'ayant souvent contraint à emprunter les voitures de ses coéquipiers, Juan Manuel Fangio s'est octroyé un quatrième titre mondial. Ayant quitté la Scuderia pour Maserati, le champion argentin est à nouveau favori cette année, face à son principal rival Stirling Moss. Ce dernier a opté pour la prometteuse équipe Vanwall, mais son ancien employeur Maserati lui a néanmoins proposé un volant pour le début de saison, Vanwall ne participant pas à la campagne sud-américaine.
Ferrari et Maserati, qui se sont partagé les victoires en 1956, sont les deux seules marques représentées en ce début d'année, les constructeurs britanniques se réservant pour les épreuves européennes et le constructeur français Gordini, en grande difficulté financière, ayant renoncé aux déplacements coûteux, limitant sa participation aux épreuves françaises les mieux dotées.

### Le circuit

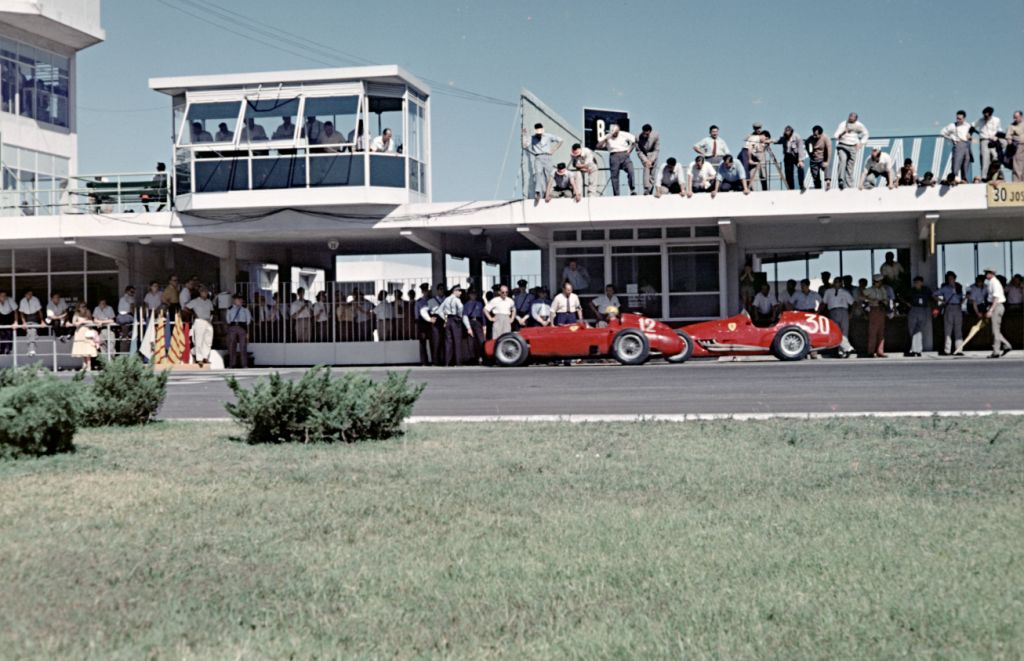
Les installations très modernes de l'autodrome du 17 octobre, en 1957.

Inauguré en 1952, le très moderne Autodrome du 17 octobre offre de multiples combinaisons de circuits. Pour l'épreuve inaugurale du championnat du monde, c'est à nouveau le tracé numéro deux, développant près de quatre kilomètres, qui a été sélectionné. Le parcours très sinueux n'autorise pas des vitesses élevées : un peu plus de 130 km/h pour le record officiel de la piste, détenu depuis 1954 par le pilote argentin José Froilán González. Les trois précédentes éditions de la course ont été remportées par Juan Manuel Fangio, adulé par le public de son pays.

## Monoplaces en lice
- Ferrari Lancia D50 "Usine"

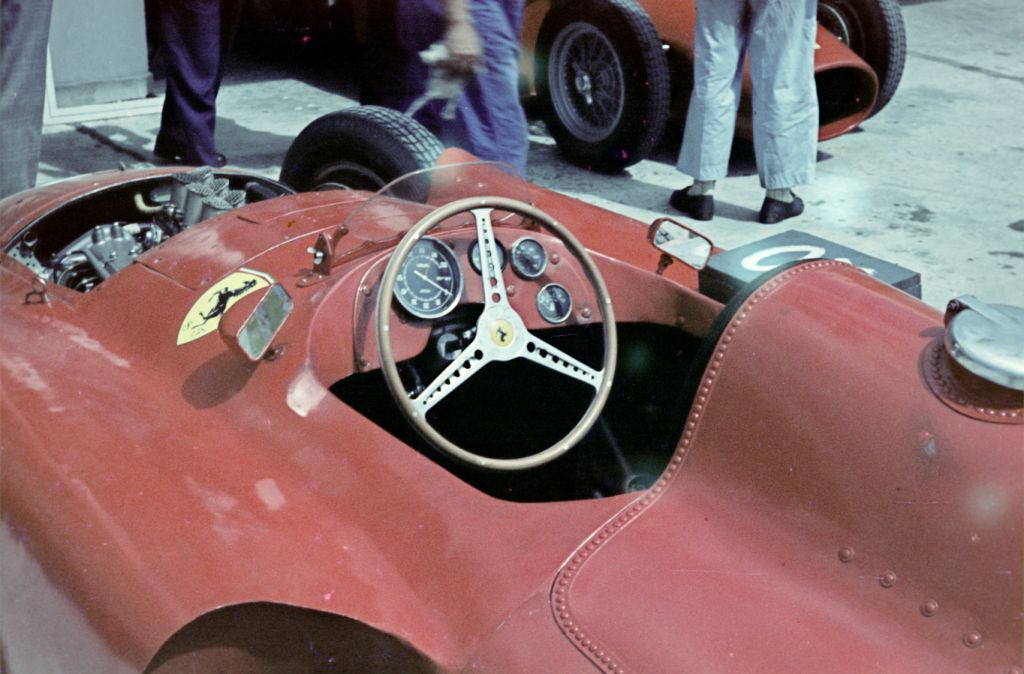
Une Ferrari Lancia D50 dans les stands de Buenos Aires.

Dans l'attente de la nouvelle 801, évolution de l'actuelle D50, la Scuderia Ferrari a engagé six modèles 1956, dans leur configuration 'Syracuse' (réservoir principal dans la pointe arrière, coffrages latéraux intégrés au fuselage comportant les sorties d'échappement et de petits réservoirs de auxiliaires). La seule modification par rapport à la fin de la saison passée se situe au niveau des carburateurs, désormais inclinés. Dans cette configuration le moteur V8 d'origine Lancia développe 275 à 280 chevaux à 8000 tr/min, la voiture pesant environ 650 kg. Les six voitures sont aux mains de Peter Collins, Eugenio Castellotti, Luigi Musso, Mike Hawthorn, Cesare Perdisa et de José Froilán González, sorti de sa retraite pour son Grand Prix national. Alfonso de Portago et Wolfgang von Trips sont pilotes de réserve, les pilotes titulaires étant parfois amenés à se faire relayer en course en cas de trop forte chaleur. Au côté des machines officielles, on note la présente d'une ancienne Ferrari 500 de la Scuderia Centro Sud, confiée au pilote local Alejandro de Tomaso.
- Maserati 250F "Usine"

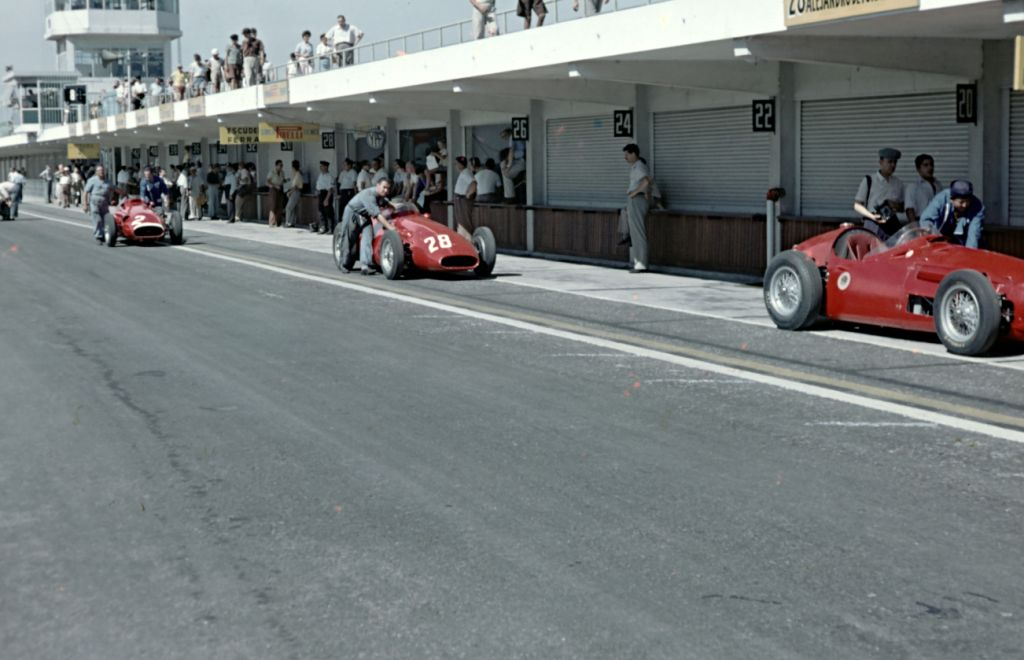
Des Maserati devant les stands de Buenos Aires, en 1957. Au fond, la n°2 de Fangio, au centre la n°28 de Piotti.

L'usine a engagé quatre 250F (620 kg, moteur six cylindres en ligne d'une puissance de l'ordre de 270 chevaux à 8000 tr/min), pour le champion du monde Juan Manuel Fangio, Stirling Moss, Jean Behra et le joueur de polo Carlos Menditéguy. Fangio, Behra et Moss disposent des nouvelles versions allégées, à empattement allongé, Menditéguy pilotant un modèle plus ancien. Pilote officiel de la marque en 1956, Moss a opté pour l'équipe Vanwall cette saison mais dispute néanmoins les épreuves de la 'Temporada' pour son ancien employeur, les constructeurs britanniques n'ayant pas effectué le déplacement en Argentine. Trois 250F privées sont également présentes, celles de la Scuderia Centro Sud pour Harry Schell et Joakim Bonnier, ainsi que la monoplace personnelle du pilote amateur Luigi Piotti.

## Coureurs inscrits
| no | Pilote                | Écurie                    | Constructeur | Modèle                        | Moteur      | Pneumatiques |
| -- | --------------------- | ------------------------- | ------------ | ----------------------------- | ----------- | ------------ |
| 2  | Juan Manuel Fangio    | Officine Alfieri Maserati | Maserati     | Maserati 250F                 | Maserati L6 | P            |
| 4  | Stirling Moss         | Officine Alfieri Maserati | Maserati     | Maserati 250F                 | Maserati L6 | P            |
| 6  | Jean Behra            | Officine Alfieri Maserati | Maserati     | Maserati 250F                 | Maserati L6 | P            |
| 8  | Carlos Menditéguy     | Officine Alfieri Maserati | Maserati     | Maserati 250F                 | Maserati L6 | P            |
| 10 | Peter Collins         | Scuderia Ferrari          | Ferrari      | Ferrari Lancia D50 'Syracuse' | Ferrari V8  | E            |
| 12 | Luigi Musso           | Scuderia Ferrari          | Ferrari      | Ferrari Lancia D50 'Syracuse' | Ferrari V8  | E            |
| 14 | Eugenio Castellotti   | Scuderia Ferrari          | Ferrari      | Ferrari Lancia D50 'Syracuse' | Ferrari V8  | E            |
| 16 | Mike Hawthorn         | Scuderia Ferrari          | Ferrari      | Ferrari Lancia D50 'Syracuse' | Ferrari V8  | E            |
| 18 | Cesare Perdisa        | Scuderia Ferrari          | Ferrari      | Ferrari Lancia D50 'Syracuse' | Ferrari V8  | E            |
| 20 | José Froilán González | Scuderia Ferrari          | Ferrari      | Ferrari Lancia D50 'Syracuse' | Ferrari V8  | E            |
| 22 | Harry Schell          | Scuderia Centro Sud       | Maserati     | Maserati 250F                 | Maserati L6 | P            |
| 24 | Joakim Bonnier        | Scuderia Centro Sud       | Maserati     | Maserati 250F                 | Maserati L6 | P            |
| 26 | Alejandro de Tomaso   | Scuderia Centro Sud       | Ferrari      | Ferrari 500                   | Ferrari L4  | P            |
| 28 | Luigi Piotti          | Privé                     | Maserati     | Maserati 250F                 | Maserati L6 | P            |

## Qualifications
Les essais se déroulent les vendredi et samedi précédant la course, mais seule la journée de samedi est retenue pour les qualifications. La séance se déroule entièrement sous la pluie. Dans ces conditions, c'est Stirling Moss qui se montre le plus rapide au volant de sa Maserati, à plus de 137 km/h de moyenne. Il devance de plus d'une seconde ses coéquipiers Juan Manuel Fangio et Jean Behra. Dans le clan Ferrari, Eugenio Castellotti est le plus véloce, son quatrième temps lui valant une place à l'extérieur de la première ligne. Suivent les trois autres pilotes de base de la Scuderia Ferrari, Peter Collins, Luigi Musso et Mike Hawthorn, qui forment la deuxième ligne de la grille de départ.

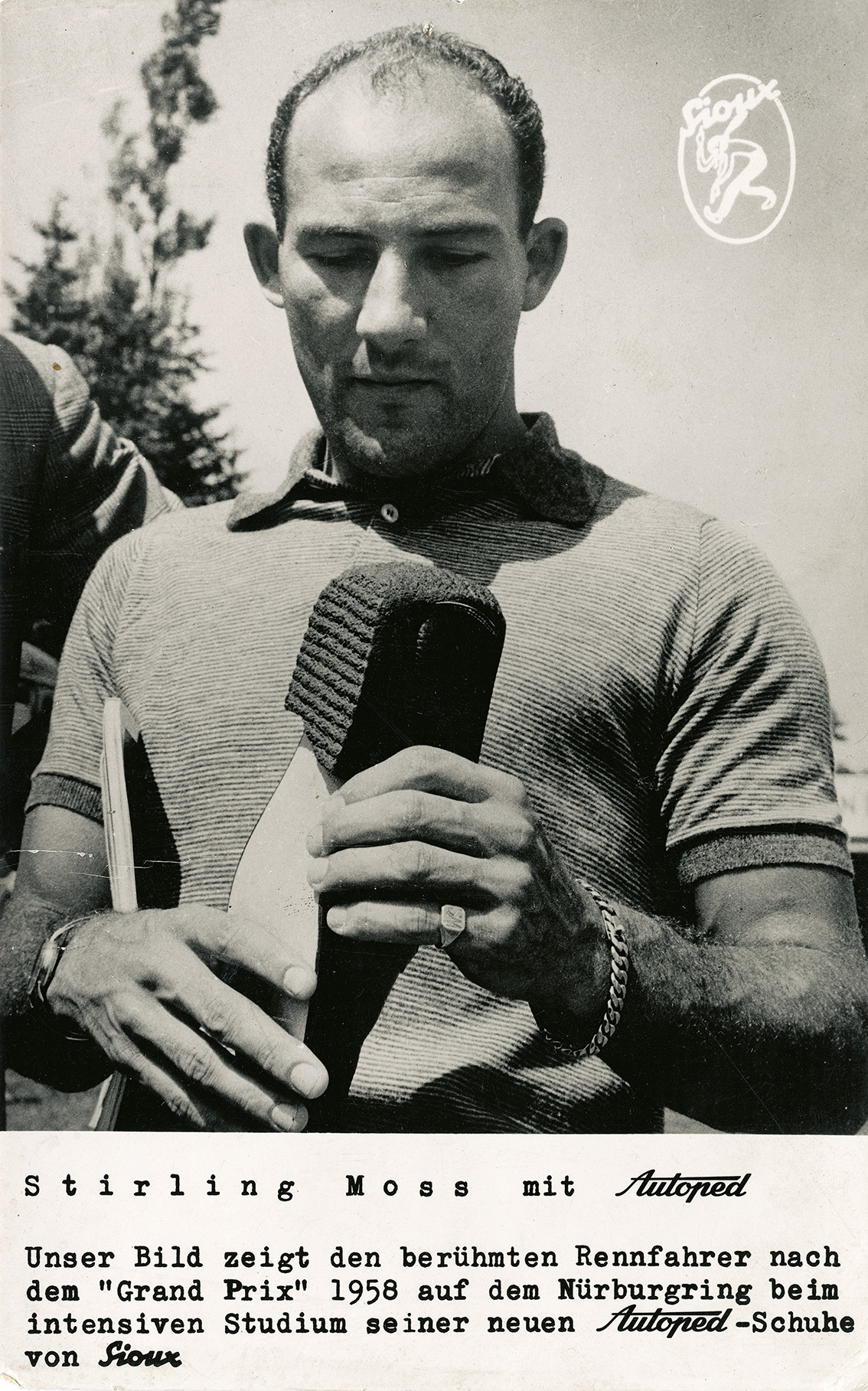
Très à l'aise sur la piste mouillée, Stirling Moss s'est montré le plus rapide aux essais

| Pos. | Pilote                | Écurie   | Temps        | Écart    |
| ---- | --------------------- | -------- | ------------ | -------- |
| 1    | Stirling Moss         | Maserati | 1 min 42 s 6 | -        |
| 2    | Juan Manuel Fangio    | Maserati | 1 min 43 s 7 | + 1 s 1  |
| 3    | Jean Behra            | Maserati | 1 min 44 s 0 | + 1 s 4  |
| 4    | Eugenio Castellotti   | Ferrari  | 1 min 44 s 2 | + 1 s 6  |
| 5    | Peter Collins         | Ferrari  | 1 min 44 s 6 | + 2 s 0  |
| 6    | Luigi Musso           | Ferrari  | 1 min 44 s 8 | + 2 s 2  |
| 7    | Mike Hawthorn         | Ferrari  | 1 min 44 s 9 | + 2 s 3  |
| 8    | Carlos Menditéguy     | Maserati | 1 min 45 s 1 | + 2 s 5  |
| 9    | Harry Schell          | Maserati | 1 min 46 s 6 | + 4 s 0  |
| 10   | José Froilán González | Ferrari  | 1 min 46 s 8 | + 4 s 2  |
| 11   | Cesare Perdisa        | Ferrari  | 1 min 48 s 6 | + 6 s 0  |
| 12   | Alejandro de Tomaso   | Ferrari  | 1 min 56 s 1 | + 13 s 5 |
| 13   | Jo Bonnier            | Maserati | 1 min 58 s 2 | + 15 s 6 |
| 14   | Luigi Piotti          | Maserati | 1 min 58 s 2 | + 15 s 6 |

## Grille de départ du Grand Prix
| 1re ligne | Pos. 4                           |                               | Pos. 3                        |                               | Pos. 2                       |                                | Pos. 1                           |
|           | Castellotti Ferrari 1 min 44 s 2 |                               | Behra Maserati 1 min 44 s 0   |                               | Fangio Maserati 1 min 43 s 7 |                                | Moss Maserati 1 min 42 s 6       |
| 2e ligne  |                                  | Pos. 7                        |                               | Pos. 6                        |                              | Pos. 5                         |                                  |
|           |                                  | Hawthorn Ferrari 1 min 44 s 9 |                               | Musso Ferrari 1 min 44 s 8    |                              | Collins Ferrari 1 min 44 s 6   |                                  |
| 3e ligne  | Pos. 11                          |                               | Pos. 10                       |                               | Pos. 9                       |                                | Pos. 8                           |
|           | Perdisa Ferrari 1 min 48 s 6     |                               | González Ferrari 1 min 46 s 8 |                               | Schell Maserati 1 min 46 s 6 |                                | Menditéguy Maserati 1 min 45 s 1 |
| 4e ligne  |                                  | Pos. 14                       |                               | Pos. 13                       |                              | Pos. 12                        |                                  |
|           |                                  | Piotti Maserati 1 min 58 s 2  |                               | Bonnier Maserati 1 min 58 s 2 |                              | de Tomaso Ferrari 1 min 56 s 1 |                                  |

## Déroulement de la course
Le soleil est revenu le dimanche, et cinquante mille spectateurs sont venus assister à la course. La température atteint 41 degrés à l'ombre en début d'après-midi. Le baisser de drapeau hésitant crée une certaine confusion au départ, perturbant l'envolée de Stirling Moss, en pole position sur sa Maserati, tandis que ses coéquipiers Jean Behra et Juan Manuel Fangio prennent la tête, devant la Ferrari d'Eugenio Castellotti. À la fin du premier tour, Behra est toujours au commandement, juste devant Castellotti qui a dépassé Fangio. Viennent ensuite les trois Ferrari de Mike Hawthorn, Peter Collins et Luigi Musso. Moss arrive en dernière position : son démarrage saccadé a endommagé la commande d'accélérateur, et le pilote britannique doit s'arrêter au stand pour une longue réparation. Au troisième passage, Castellotti a pris la tête de la course devant Behra et Fangio. Le jeune pilote italien mène durant quelques tours, sans toutefois parvenir à se détacher des deux Maserati ; au neuvième tour, Behra repasse en tête devant Castellotti, tandis que Peter Collins (Ferrari), qui venait de dépasser son coéquipier Mike Hawthorn, double Fangio pour le gain de la troisième place. Moss a pu enfin repartir, mais il compte huit tours de retard. Collins a nettement haussé le rythme : deux tours plus tard il déborde Castellotti, deux tours encore et il s'empare de la première place au détriment de Behra, alors que Fangio remonte à la troisième place devant Castellotti. Collins et les deux Maserati de Behra et Fangio vont alors se détacher progressivement de leurs poursuivants, les trois voitures roulant de concert. Au quart de la course, alors que Collins a réussi à prendre quelques secondes d'avance sur Behra et Fangio, l'embrayage de sa Ferrari commence à montrer des signes de fatigue et le pilote britannique doit s'arrêter à son stand ; il en repart en neuvième position pour abandonner aussitôt après. Fangio, qui venait de prendre le meilleur sur Behra, est désormais en tête, ovationné par son public. Les deux premiers comptent alors une dizaine de secondes d'avance sur la Ferrari d'Hawthorn, qui précède ses coéquipiers Luigi Musso et Castellotti, ce dernier ayant perdu du terrain à la suite d'un tête-à-queue.

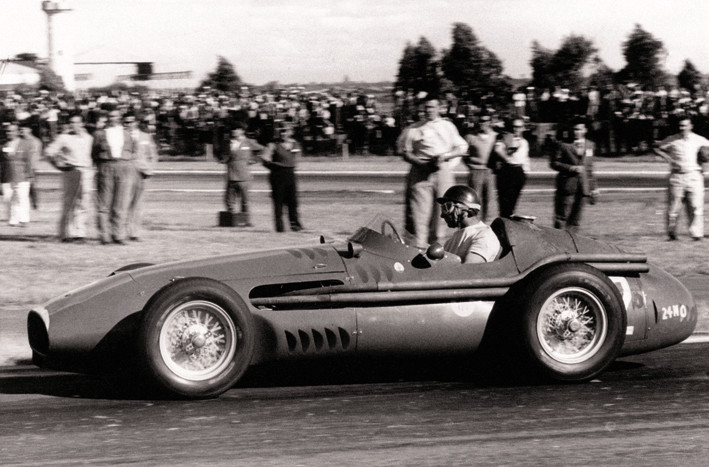
Triomphe total pour Maserati, qui s'octroie les quatre premières places. Ici la voiture victorieuse de Fangio.

Les Ferrari ne semblent pas en mesure d'inquiéter les deux Maserati de tête, qui accentuent leur avance. Au trente-cinquième tour, Hawthorn et Musso sont contraints à l'abandon, pour la même raison que Collins : embrayage cassé ! Castellotti retrouve la troisième place, il compte alors une vingtaine de secondes de retard sur Fangio. Carlos Menditéguy (Maserati), qui effectue une course régulière, est désormais quatrième, vingt secondes derrière Castellotti. Le même écart le sépare d'Harry Schell, désormais cinquième sur une Maserati de la Scuderia Centro Sud. La course semble maintenant acquise aux Maserati, et l'intérêt du public se reporte sur Collins qui, après son abandon, a repris la voiture de son coéquipier Cesare Perdisa, au volant de laquelle il effectue une belle remontée : à la mi-course, il est revenu en sixième position et se lance à la poursuite de Schell. En une dizaine de tours l'Américain est rattrapé et au soixante-deuxième tour Collins s'empare de la cinquième place. Mais quelques plus tours plus tard Collins rentre au stand et cède sa place à Wolfgang von Trips, permettant à Schell de récupérer sa position. Aux trois quarts de la course, alors que Fangio et Behra se sont mis hors de portée de Castellotti, la Ferrari de ce dernier perd soudainement une roue arrière ; une spectaculaire embardée l'expédie hors de la piste. Quatre Maserati occupent désormais les quatre premières places, les trois monoplaces d'usine de Fangio, Behra et Menditéguy précédant la voiture privée de Schell. La fin de course se déroule sans incident notable, Fangio remportant son Grand Prix national pour la quatrième fois consécutive. Ayant perdu toute chance au départ, Moss a néanmoins effectué une très belle prestation jusque l'arrivée, ponctuée d'un record du tour.

### Classements intermédiaires
Classements intermédiaires des monoplaces aux premier, troisième, cinquième, dixième, quinzième, vingtième, vingt-cinquième, trentième, quarantième, cinquantième et soixante-quinzième tours.

### Classement de la course

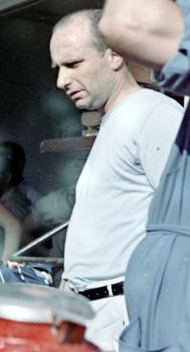
Nouvelle victoire pour Fangio (vu ici dans les stands de Buenos Aires lors de la Temporada 1957)

| Pos  | No | Pilote                                          | Voiture  | Tours | Temps/Abandon                  | Grille | Points |
| ---- | -- | ----------------------------------------------- | -------- | ----- | ------------------------------ | ------ | ------ |
| 1    | 2  | Juan Manuel Fangio                              | Maserati | 100   | 3 h 00 min 55 s 9              | 2      | 8      |
| 2    | 6  | Jean Behra                                      | Maserati | 100   | 3 h 01 14 s 2 (+ 18 s 3)       | 3      | 6      |
| 3    | 8  | Carlos Menditéguy                               | Maserati | 99    | 3 h 01 24 s 3 (+ 1 tour)       | 8      | 4      |
| 4    | 22 | Harry Schell                                    | Maserati | 98    | 3 h 01 20 s 4 (+ 2 tours)      | 9      | 3      |
| 5    | 20 | José Froilán González Alfonso de Portago        | Ferrari  | 98    | 3 h 01 30 s 4 (+ 2 tours)      | 10     | 1      |
| 6    | 18 | Cesare Perdisa Peter Collins Wolfgang von Trips | Ferrari  | 98    | 3 h 01 41 s 4 (+ 2 tours)      | 11     |        |
| 7    | 24 | Jo Bonnier                                      | Maserati | 95    | 3 h 01 min 29 s 9 (+ 5 tours)  | 13     |        |
| 8    | 4  | Stirling Moss                                   | Maserati | 93    | 3 h 00 min 58 s 2 (+ 7 tours)  | 1      | 1      |
| 9    | 26 | Alejandro de Tomaso                             | Ferrari  | 91    | 3 h 02 min 26 s 7 (+ 9 tours)  | 12     |        |
| 10   | 28 | Luigi Piotti                                    | Maserati | 90    | 3 h 02 min 09 s 8 (+ 10 tours) | 14     |        |
| Abd. | 14 | Eugenio Castellotti                             | Ferrari  | 75    | Roue                           | 4      |        |
| Abd. | 16 | Mike Hawthorn                                   | Ferrari  | 35    | Embrayage                      | 7      |        |
| Abd. | 12 | Luigi Musso                                     | Ferrari  | 31    | Embrayage                      | 6      |        |
| Abd. | 10 | Peter Collins                                   | Ferrari  | 26    | Embrayage                      | 5      |        |

### Pole position et record du tour
- Pole position :  Stirling Moss en 1 min 42 s 6 (vitesse moyenne : 137,263 km/h). Temps réalisé lors de la séance d'essais du samedi 12 janvier[8].
- Meilleur tour en course :  Stirling Moss en 1 min 44 s 7 (vitesse moyenne : 134,510 km/h) au soixante-quinzième tour.

### Tours en tête
- Jean Behra : 8 tours (1-2 / 9-12 / 81 / 84)
- Eugenio Castellotti : 6 tours (3-8)
- Peter Collins : 13 tours (13-25)
- Juan Manuel Fangio : 73 tours (26-80 / 82-83 / 85-100)

## Classement général à l'issue de la course
- attribution des points : 8, 6, 4, 3, 2 respectivement aux cinq premiers de chaque épreuve et 1 point supplémentaire pour le pilote ayant accompli le meilleur tour en course (signalé par un astérisque)
- Le règlement permet aux pilotes de se relayer sur une même voiture, les points éventuellement acquis étant alors partagés. En Argentine, González et Portago marquent un  point chacun pour leur cinquième place.
- Sur neuf épreuves qualificatives initialement prévues pour le championnat du monde 1957, huit seront effectivement courues, le Grand Prix de Belgique, programmé le 2 juin, et le Grand Prix des Pays-Bas, programmé le 16 juin[1], ayant été annulés. À la suite de ces défections, la Commission sportive internationale intégrera le Grand Prix de Pescara (épreuve traditionnellement hors championnat) au calendrier mondial[11].

| Pos. | Pilote                | Écurie   | Points | ARG | MON | 500 | BEL | NL | FRA | GBR | ALL | PES | ITA |
| ---- | --------------------- | -------- | ------ | --- | --- | --- | --- | -- | --- | --- | --- | --- | --- |
| 1    | Juan Manuel Fangio    | Maserati | 8      | 8   |     |     |     |    |     |     |     |     |     |
| 2    | Jean Behra            | Maserati | 6      | 6   |     |     |     |    |     |     |     |     |     |
| 3    | Carlos Menditéguy     | Maserati | 4      | 4   |     |     |     |    |     |     |     |     |     |
| 4    | Harry Schell          | Maserati | 3      | 3   |     |     |     |    |     |     |     |     |     |
| 5    | José Froilán González | Ferrari  | 1      | 1   |     |     |     |    |     |     |     |     |     |
|      | Alfonso de Portago    | Ferrari  | 1      | 1   |     |     |     |    |     |     |     |     |     |
|      | Stirling Moss         | Maserati | 1      | 1*  |     |     |     |    |     |     |     |     |     |

## À noter
- 21e victoire en championnat du monde pour Juan Manuel Fangio.
- 6e victoire en championnat du monde pour Maserati en tant que constructeur.
- 6e victoire en championnat du monde pour Maserati en tant que motoriste.
- 1er podium en championnat du monde pour Carlos Menditéguy.
- 1er Grand Prix de championnat du monde pour Alejandro de Tomaso.
- 14e et dernier Grand Prix de championnat du monde pour Eugenio Castellotti qui se tuera deux mois plus tard sur le circuit de Modène, en testant une Ferrari.
- 7e et dernier Grand Prix de championnat du monde pour Cesare Perdisa qui se retire de la compétition selon la volonté de sa famille.
- 5e et dernier Grand Prix de championnat du monde pour Alfonso de Portago qui décédera quatre mois plus tard lors des Mille Miglia.
- Voitures copilotées :
  - n° 20 : José Froilán González (49 tours) et Alfonso de Portago (49 tours). Ils se partagent les 2 points de leur 5e place.
  - n° 18 : Cesare Perdisa (30 tours), Peter Collins (35 tours) et Wolfgang von Trips (33 tours).